# Confine tra Cina e Russia
Il confine tra la Cina e la Russia (中俄邊界/Российско-китайская граница) descrive la linea di demarcazione tra questi due Stati. Ha una lunghezza di 4.250 km.

## Caratteristiche
La sezione di confine ad ovest, ovvero la più corta, misura meno di 100 chilometri e si trova tra la Repubblica russa dell'Altaj e lo Xinjiang cinese. Essa attraversa gli alti e innevati Monti Altaj. Il punto più occidentale, situato a 3.327 m di altezza, è costituito dalla triplice demarcazione tra Cina, Kazakistan e Russia, la cui posizione è stata individuata da un accordo trilaterale. L'estremità orientale segna il triplice confine tra Cina, Mongolia e Russia occidentale, in cima alla vetta Tavan Bogd Uul ed è contrassegnata dal cippo di confine chiamato Tarbagan-Dakh (Ta'erbagan Dahu, Tarvagan Dakh). Fino al XVII secolo, i confini tra questi tre Stati erano rimasti assai nebulosi.

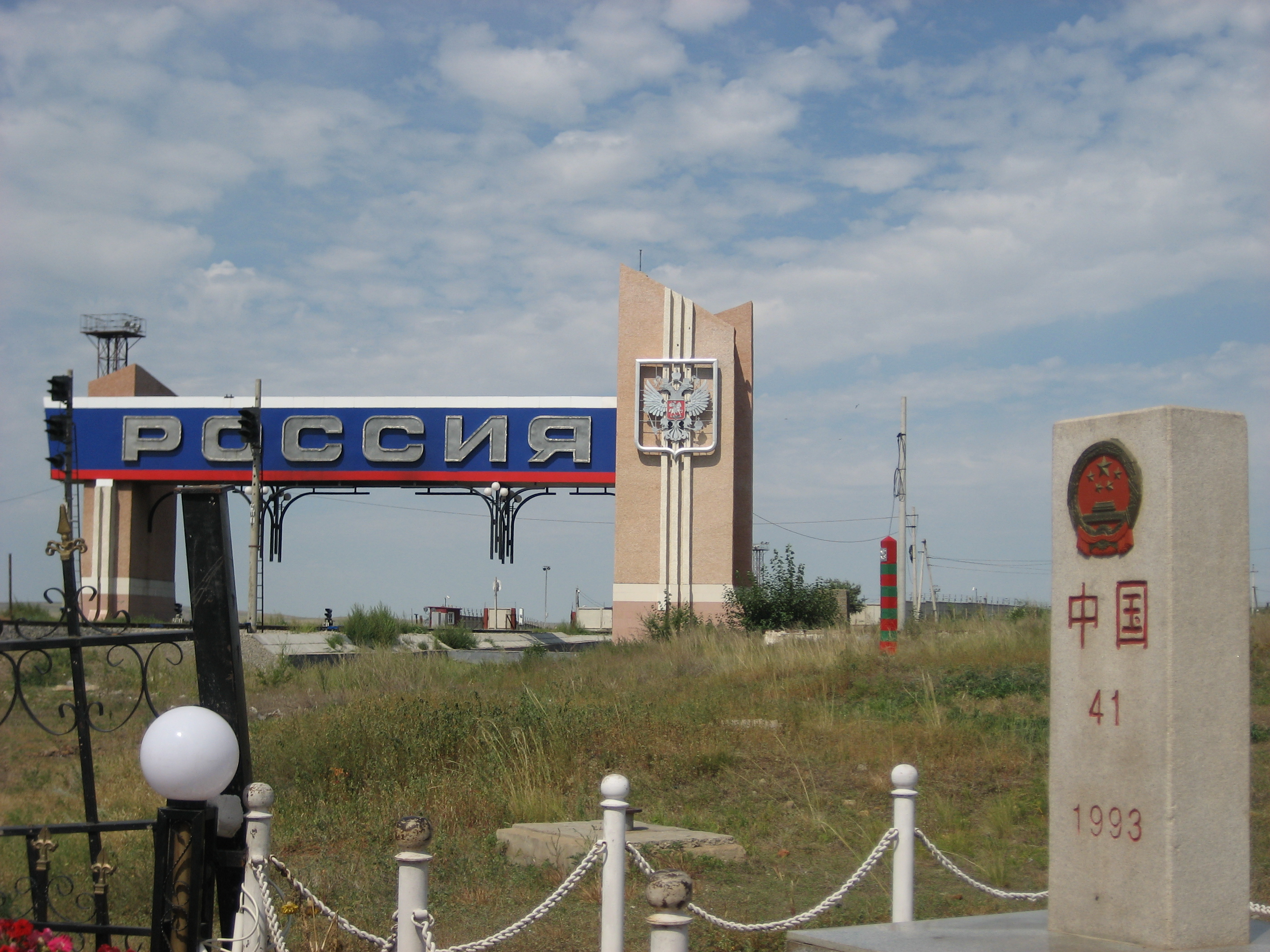
Il confine tra i due Stati all'altezza di Manzhouli/Zabaykalsk

La sezione di confine orientale, invece, è lunga oltre 4.000 chilometri. Secondo una stima congiunta pubblicata nel 1999, la demarcazione misurava precisamente 4.195 chilometri. La prima parte inizia alla triplice frontiera tra Cina, Mongolia e Russia e, da quel punto, il confine si dirige verso nord-est, fino a raggiungere il fiume Argun'. Da qui, segue il corso d'acqua e l'Amur fino alla confluenza di quest'ultimo con il fiume Ussuri. L'isola Bol'šoj Ussurijskij risulta divisa alla confluenza dei due fiumi; la linea si sposta poi a sud lungo l'Ussuri. Il confine attraversa il lago Chanka e va infine a sud-ovest. La frontiera tra Cina e Russia termina quando viene raggiunto il fiume Tumen, che è il limite settentrionale della Corea del Nord. Il punto finale della triplice demarcazione si trova a pochi chilometri prima che il fiume sfoci nell'Oceano Pacifico.
Tutta la frontiera ha un andamento generale da ovest verso est.

## Storia

### Epoca zarista (pre 1917)

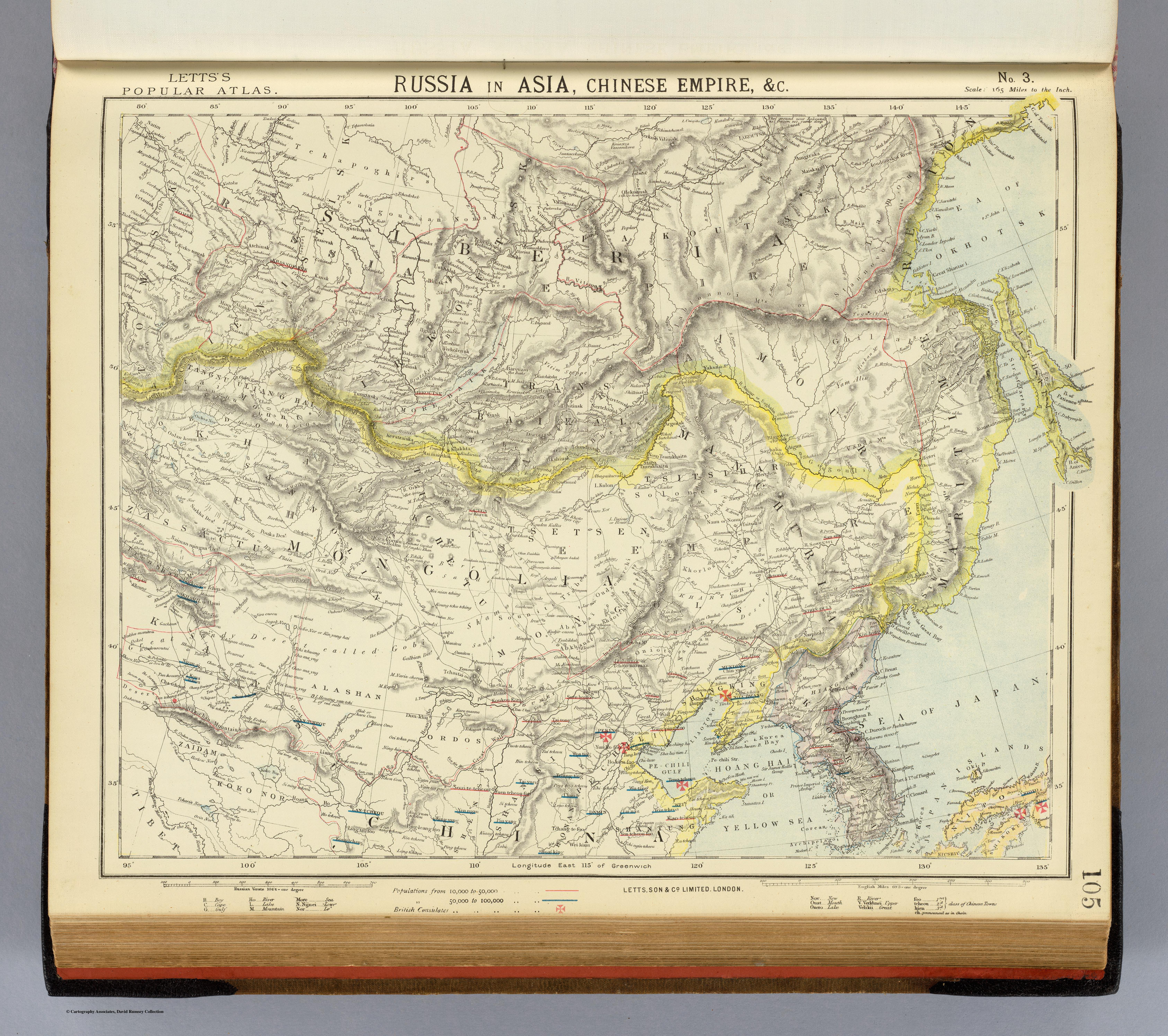
La mappa della "Russia in Asia, Impero cinese" nel 1883

La linea di confine sino-russa odierna è in gran parte ereditata dalla Russia (con piccoli accorgimenti) dall'Unione Sovietica, mentre la linea di confine sino-sovietica era essenzialmente la stessa del confine tra l'Impero russo e quello della dinastia Qing, stabilita da una serie di trattati stipulati tra il XVII e il XIX secolo. Di seguito è riportato l'elenco dei trattati di frontiera più importanti, con l'indicazione di quali sezioni del confine sino-russo di oggi sono state maggiormente tratteggiate da questi documenti ufficiali:
- Trattato di Nerčinsk (1689): confine lungo il fiume Argun
- Trattato di Kyakhta (1727): riguardava principalmente la linea di confine attualmente rientrante nel confine tra la Mongolia e la Russia
- Trattato di Aigun (1858): confine lungo il fiume Amur
- Convenzione di Pechino (1860): confine a sud dell'attuale Chabarovsk
- Protocollo di Chuguchak (1864): sezione occidentale del confine[11]
- Trattato di San Pietroburgo (1881)

### Il confine sino-sovietico (1917–1991)
L'espansione territoriale e politica post-1917 della Russia, così come quella della Cina, ha portato a reciproche rivendicazioni territoriali:
- Guerra sino-sovietica (1929)
- Crisi sino-sovietica (1969): la crisi durò molto più a lungo e uno dei picchi della stessa fu raggiunto quando scoppiò un conflitto armato presso il confine sino-sovietico per sette mesi circa tra l'URSS e la Cina. Sebbene gli scontri bellici cessarono in quell'anno stesso, i contrasti non furono sopiti fino all'accordo sul confine sino-sovietico sottoscritto nel 1991. La più grave tra queste schermaglie, che portò i due Paesi a guida comunista sull'orlo di una vera e propria guerra, avvenne nel marzo 1969 nelle vicinanze dell'isola di Zhēnbǎo (Damansky) sul fiume Ussuri (Wusuli): gli storici cinesi fanno riferimento a questo evento storico parlando di incidente dell'isola di Zhenbao.[12][13]

Pesantemente militarizzato per via della crisi sino-sovietica degli anni '50 e '60 e culminata nel conflitto del 1969, il confine fu gradatamente reso più accessibile dopo il 1982, consentendo alla fine i primi scambi di merci tra i due Paesi dopo decenni. Tra il 1988 e il 1992 il commercio transfrontaliero tra la Russia e la provincia di Heilongjiang è triplicato, comportando altresì un aumento del numero dei lavoratori cinesi regolari in Russia da 1.286 a 18.905.

### Dopo il 1991
Gli anni più sofferti dell'Unione Sovietica allentarono le pretese territoriali e di Mosca e di Pechino, spingendo nel 1990-1991 entrambe le nazioni a mettere per iscritto la volontà di smantellare le fortificazioni difensive che stava di fatto già avvenendo. Ancora oggi è possibile trovare numerose strutture militari abbandonate nei distretti di confine della Russia.
Il commercio riprese dal 1983-1985 e subì una rilevante impennata nel 1990-1991; gli scambi transfrontalieri non sono infatti rallentati nel periodo in cui le Repubbliche Sovietiche iniziarono a dichiararsi una dopo l'altra Stati indipendenti. Per far fronte alle rinnovate esigenze e ai commerci privati, sono stati riaperti alcuni valichi di frontiera. All'inizio del 1992, il governo cinese ha annunciato incentivi fiscali per chi avesse intrapreso attività commerciali nelle regioni a ridosso della Russia, oltre a predisporre la creazione di zone economiche speciali sempre lungo la demarcazione. La più estesa di esse faceva capo a Hunchun.
Nel 1991, la Cina e l'URSS hanno firmato l'intesa sul confine sino-sovietico, che intendeva avviare il processo di risoluzione delle controversie sui confini nate negli anni '60: in secondo luogo, si intendeva chiarire la ripartizione territoriale nelle regioni meno popolose. Tuttavia, pochi mesi dopo l'URSS crollò e quattro ex repubbliche sovietiche - Russia, Kazakistan, Kirghizistan e Tagikistan - ereditarono varie sezioni dell'ex confine sino-sovietico. Ciò ha inevitabilmente comportato la necessità da parte della Cina di regolarizzare le frontiere con ognuno dei nuovi Paesi.
Ci è voluto più di un decennio per risolvere completamente le questioni in sospeso e per delimitare il confine tra Russia e Cina. Il 29 maggio 1994, durante la visita del Primo ministro Viktor Černomyrdin a Pechino, fu firmato un "Accordo sul sistema di gestione del confine sino-russo inteso a facilitare il commercio frontieristico e ostacolare l'attività criminale". Il 3 settembre è stato firmato un accordo di demarcazione per la parte occidentale (quella corta, che misura 50-55 km); la delimitazione di questa sezione è stata ultimata nel 1998.
Nel novembre 1997, durante una riunione nella capitale cinese, il Presidente russo Boris El'cin e il Segretario generale e Presidente Jiang Zemin hanno firmato un accordo per la delimitazione della parte orientale del confine, quella lunga (oltre 4.000 km), in conformità con quanto disposto dall'accordo sino-sovietico del 1991.
L'ultima controversia territoriale irrisolta è stata risolta dall'Accordo Complementare del 2004 tra la Repubblica Popolare Cinese e la Federazione Russa sulla sezione orientale del confine Cina-Russia. In base a tale accordo, la Russia ha ceduto alla Cina la metà dell'isola di Abagaitu, la metà dell'isola di Bol'šoj Ussurijskij e alcuni isolotti fluviali adiacenti. È bene sottolineare che una simile disputa nacque già quando i giapponesi invasero la Manciuria nel 1931. Le isole del fiume Amur, fino ad allora amministrate dalla Russia, furono dunque cedute. L'evento avrebbe dovuto favorire sentimenti di riconciliazione e cooperazione tra i due Paesi da parte dei loro capi di Stato. Il trasferimento fu ratificato sia dal Congresso nazionale del popolo che dalla Duma di Stato russa nel 2005. La cerimonia ufficiale di trasferimento si è tenuta in loco (ossia presso le isole contese) il 14 ottobre 2008.

## Gestione del confine

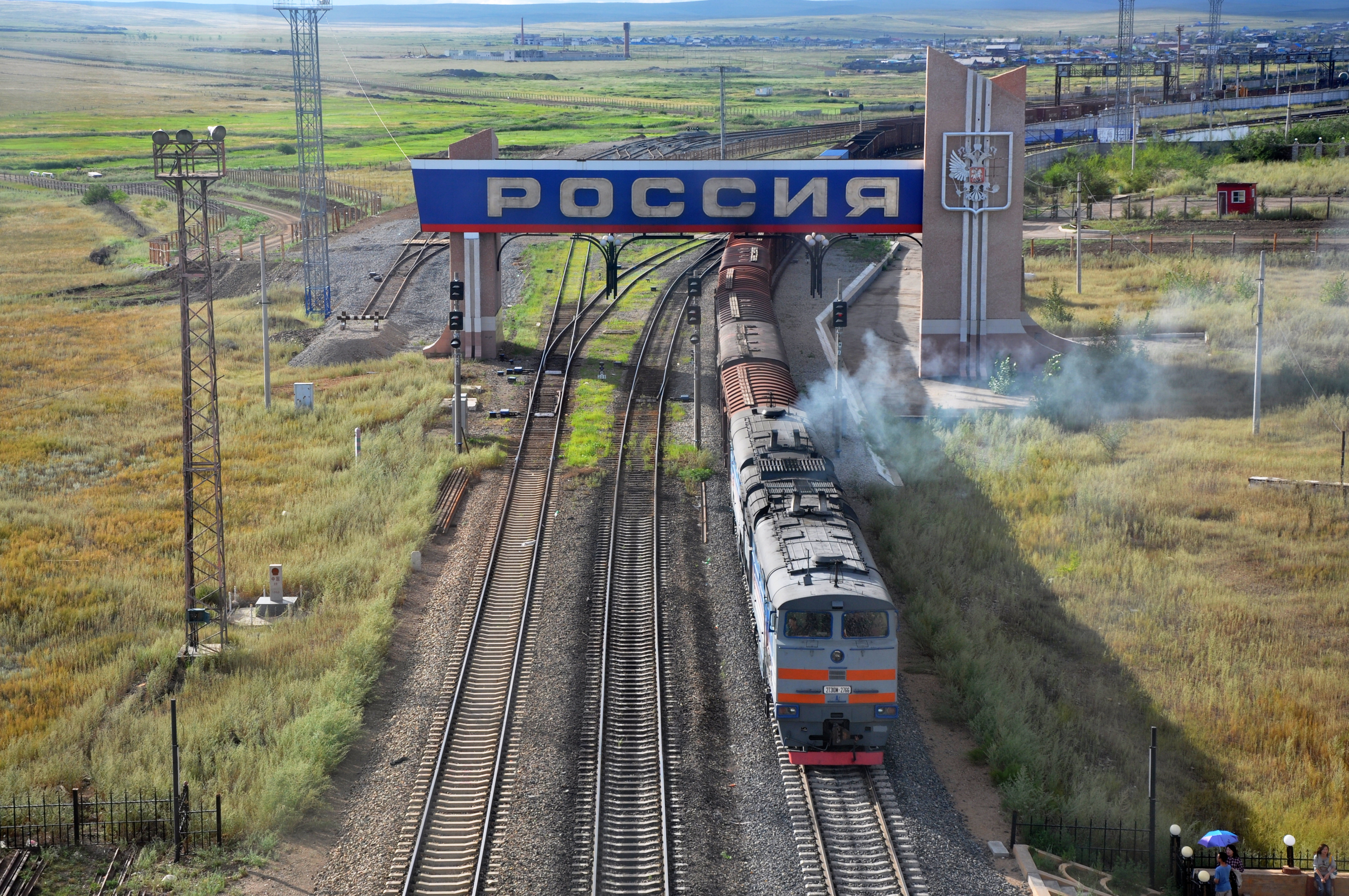
Un treno attraversa il valico di frontiera da Zabaykalsk (Russia) in direzione Manzhouli (Cina). L'indicazione recita "Rossiya", ovvero Russia in lingua russa

Come per molti altri confini internazionali, esiste un trattato bilaterale relativo alle modalità di gestione del confine tra Cina e Russia. L'accordo, attualmente ancora valido, è stato siglato a Pechino nel 2006.
Il trattato prevede che i due Stati recidano gli alberi formando una striscia larga 15 metri lungo la demarcazione (vale a dire entro 7,5 metri partendo dalla linea di confine su ciascun lato dello stesso) (ex Articolo 6).
La navigazione civile è consentita sui fiumi e sui laghi di frontiera, a condizione che le navi di ciascun paese rimangano sul lato appropriato della linea di demarcazione (Articolo 9); regole analoghe si applicano alla pesca in queste acque (Articolo 10). Le autorità di ciascun Paese adotteranno le misure appropriate per impedire il passaggio del bestiame al pascolo nell'altra nazione e si adopereranno per arrestare e restituire qualsiasi capo di bestiame che vaghino sul proprio territorio superando il confine (Articolo 17). La caccia con armi da fuoco è vietata entro i 1.000 metri dalla linea di confine; è vietato ai cacciatori di attraversare la demarcazione partendo all'inseguimento di un animale ferito (Articolo 19).
Coloro che valichino la frontiera in maniera illegale [e in conseguenza delle leggi di entrambi gli Stati, sono sottoposti all'arresto] devono, salvo casi particolari, far ritorno nel Paese di origine entro 7 giorni dalla loro cattura (Articolo 34).

## Valichi di frontiera

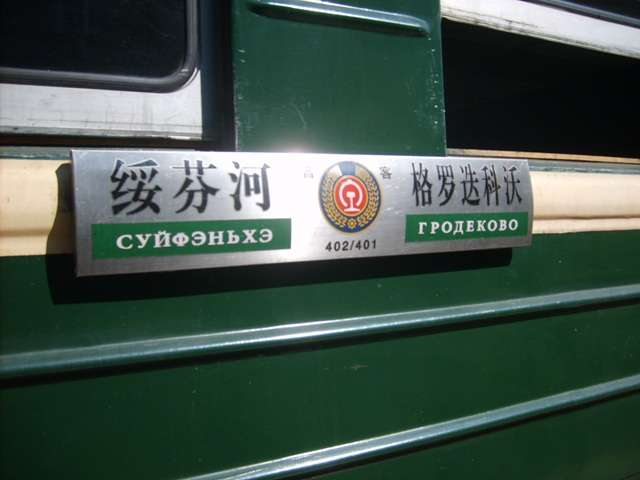
Un treno passeggeri speciale che opera tra le due stazioni di confine nella parte orientale dell'ex ferrovia orientale cinese, Suifenhe e Grodekovo

### Sezione occidentale
A partire dal 2018, non c'erano attraversamenti di frontiera di alcun tipo nella sezione di confine occidentale corta, oltre che la più remota.
Stando alle mappe topografiche russe, i passi di montagna più bassi nella parte occidentale del confine sono il Passo Betsu-Kanas (перевал Бетсу-Канас), alto 2.671,3 m e il Kanas (перевал Канас), alto 2.650 m. Non esistono strade adatte al passaggio di autoveicoli su questi due passaggi, sebbene un'impervia strada sterrata sia situata dal lato russo a meno di 10 km dal Passo Kanas. Fino a quando le autorità sovietiche non chiusero il confine nel 1936, i nomadi kazaki percorrevano occasionalmente questi passaggi.
Esistono proposte per la costruzione di un'autostrada transfrontaliera e del gasdotto dell'Altai dalla Cina alla Russia, il quale attraverserebbe la sezione occidentale della demarcazione sino-russa.

### Sezione orientale
Secondo l'agenzia di frontiera della Russia, dal 1º ottobre 2013, sussistono 26 punti di passaggio tra Cina e Russia, tutti situati nella parte orientale del confine. 25 di essi sono stati previsti dall'accordo bilaterale del 27 gennaio 1994 e un altro è stato designato da un ulteriore ordine speciale del governo russo. I 25 punti di attraversamento stabiliti dal trattato comprendono quattro passaggi a livello (in uno di essi, presso Tongjiang/Nižneleninskoe, il ponte ferroviario fluviale è ancora in costruzione), undici attraversamenti autostradali, un passaggio fluviale e nove "misti" (principalmente traversabili con il traghetto).
Attualmente tre linee ferroviarie sono operative e attraversano il confine. I due checkpoint ferroviari presso Zabaikalsk/Manzhouli e Suifenhe/Grodekovo esistono da più di un secolo e sono nati sulla scia del progetto originale della Ferrovia Transiberiana russa che prevedeva di attraversare la Manciuria (la Ferrovia Orientale Cinese). Il terzo passaggio ferroviario, Hunchun/Makhalino, attivo dal 2000 al 2004, è stato in seguito chiuso per alcuni anni e solo di recente riaperto.

## Mappe storiche
Una lista di mappe storiche del confine da Ovest ad Est della metà del XX secolo:

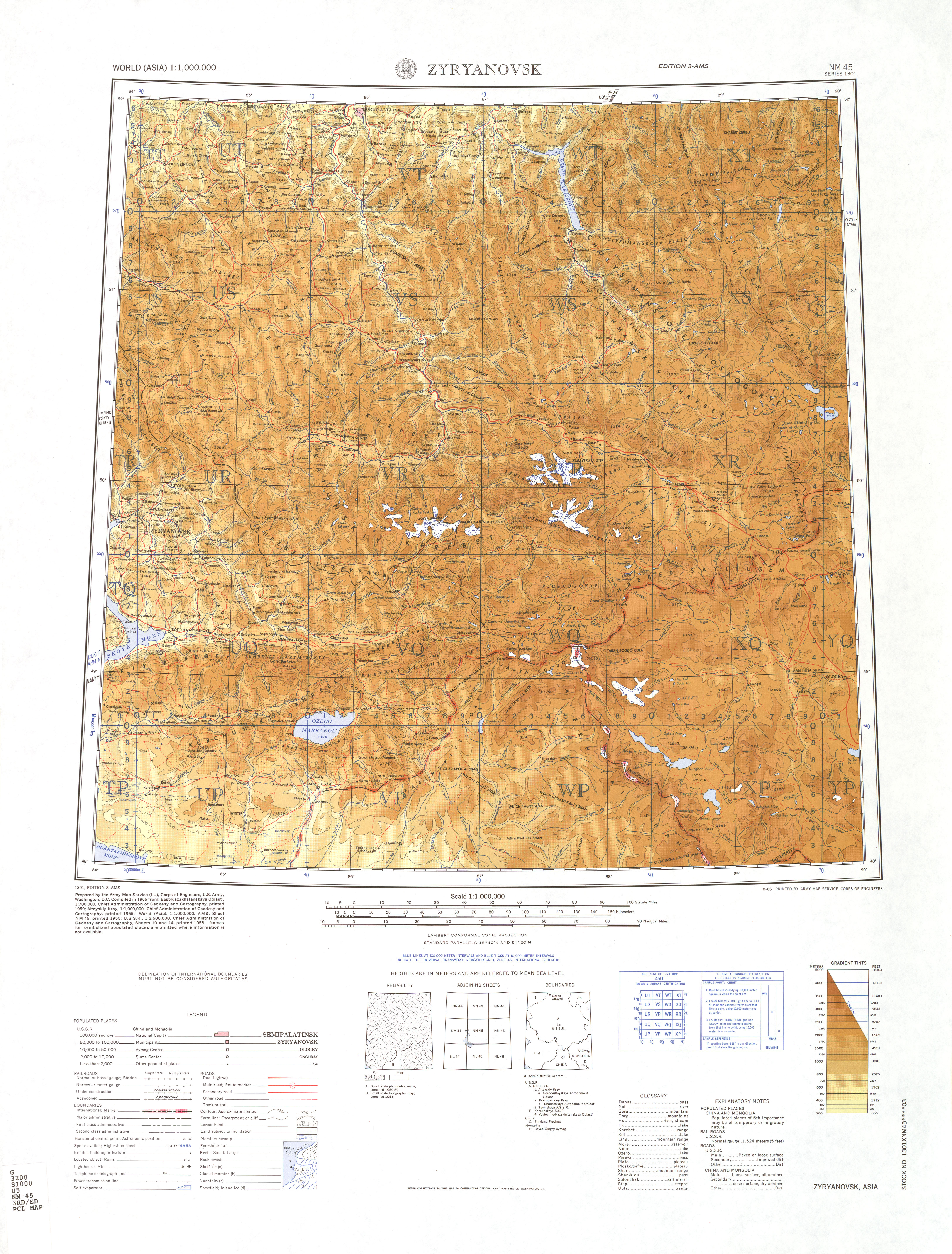
Sezione occidentale (su). Sezione orientale di seguito
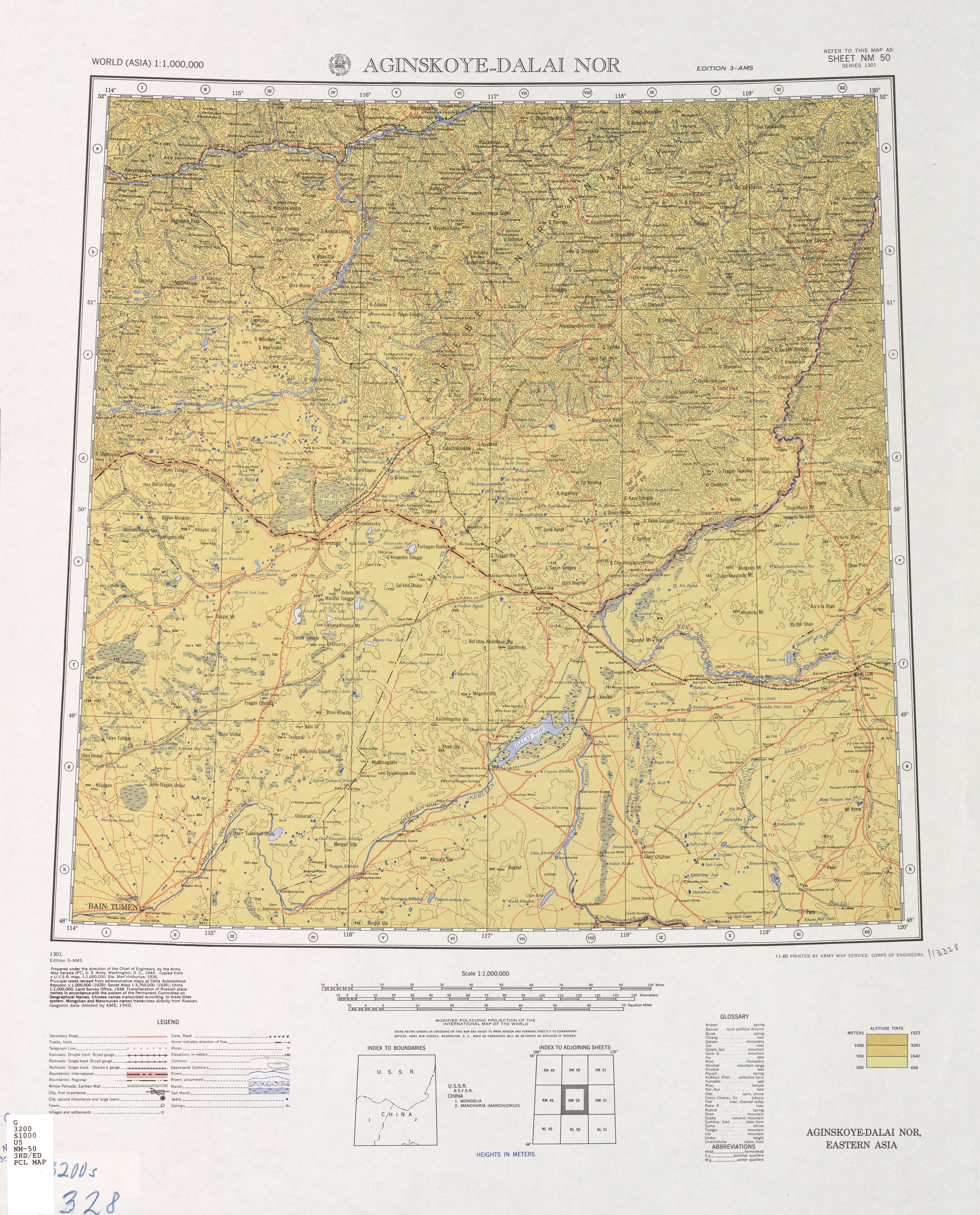
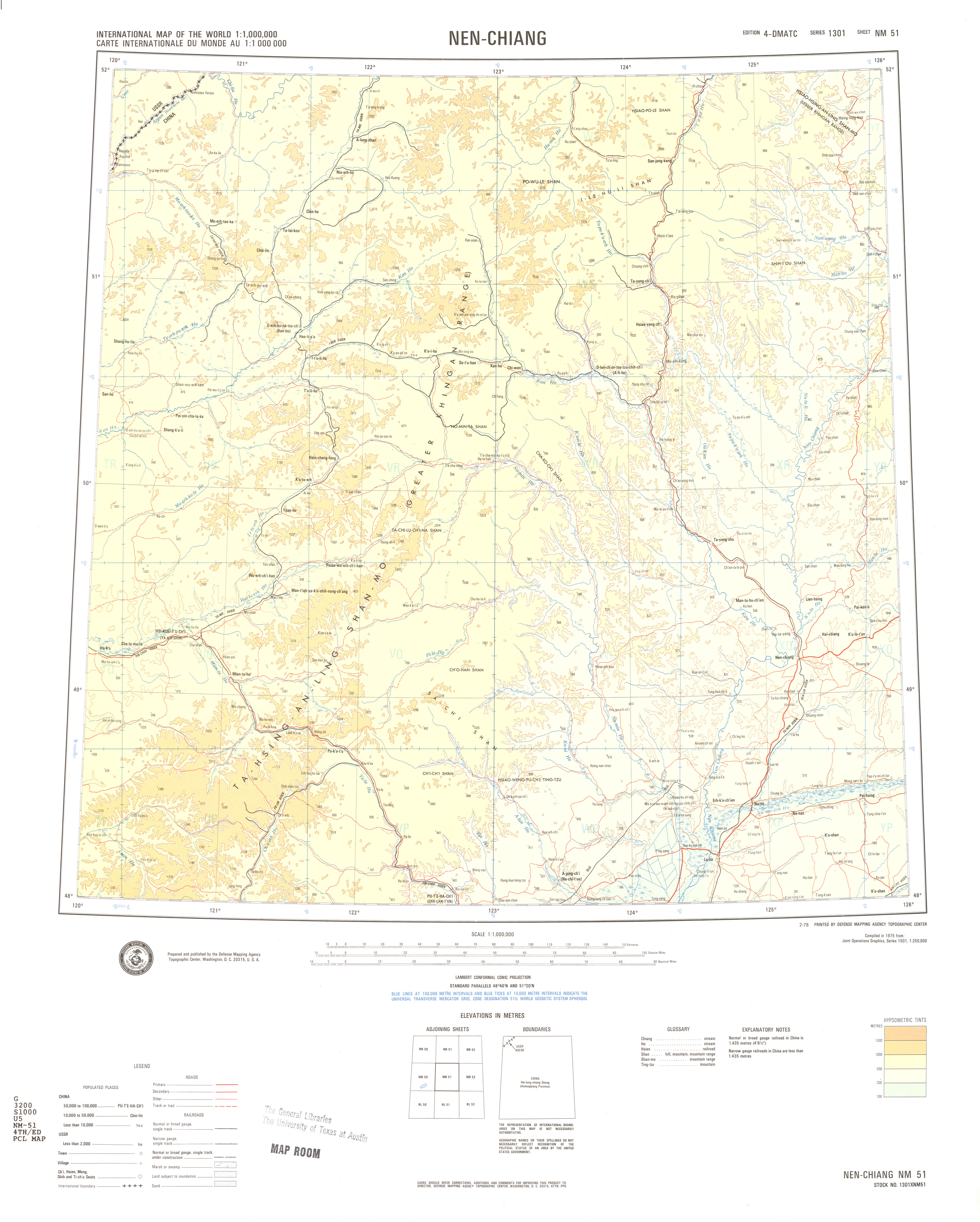
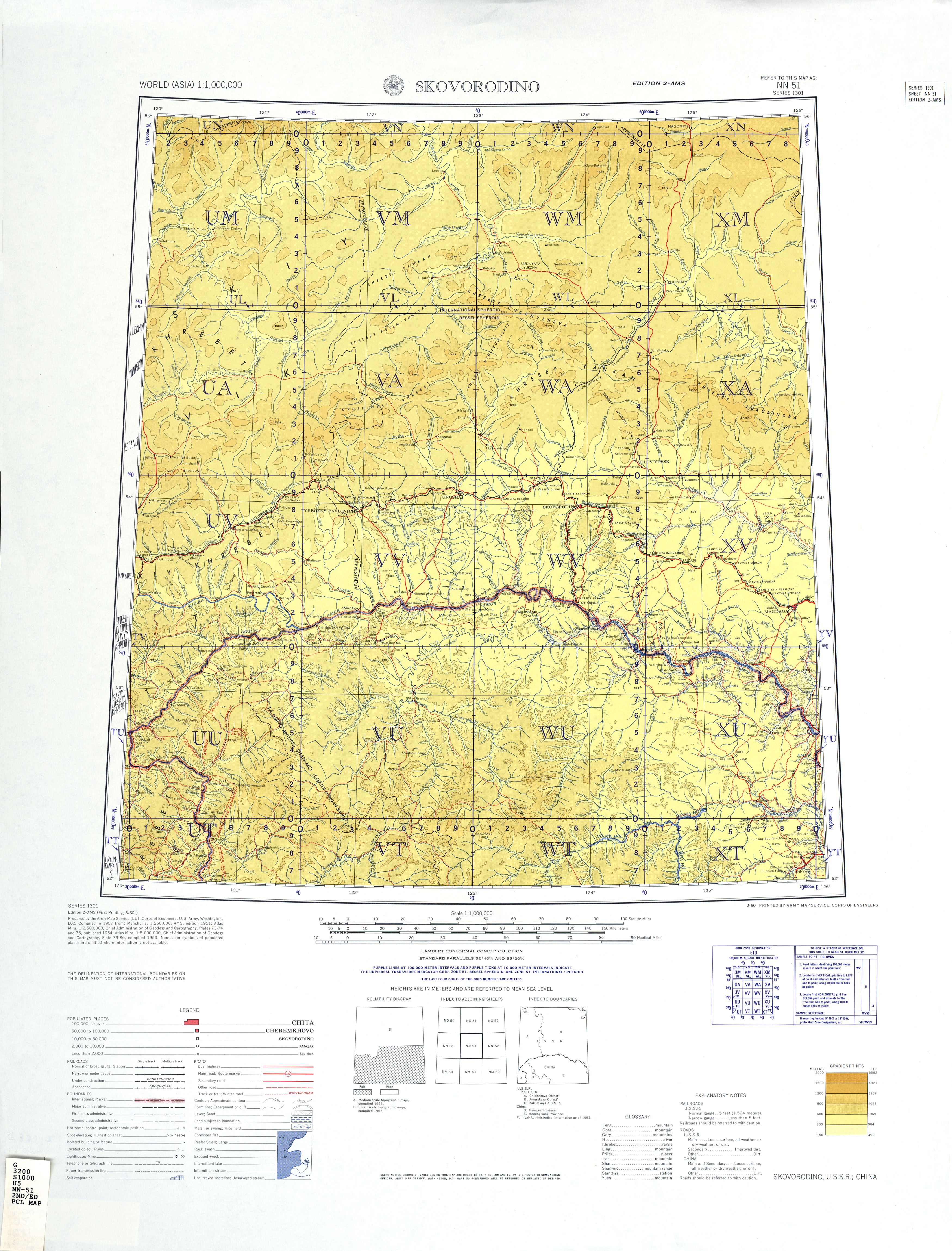
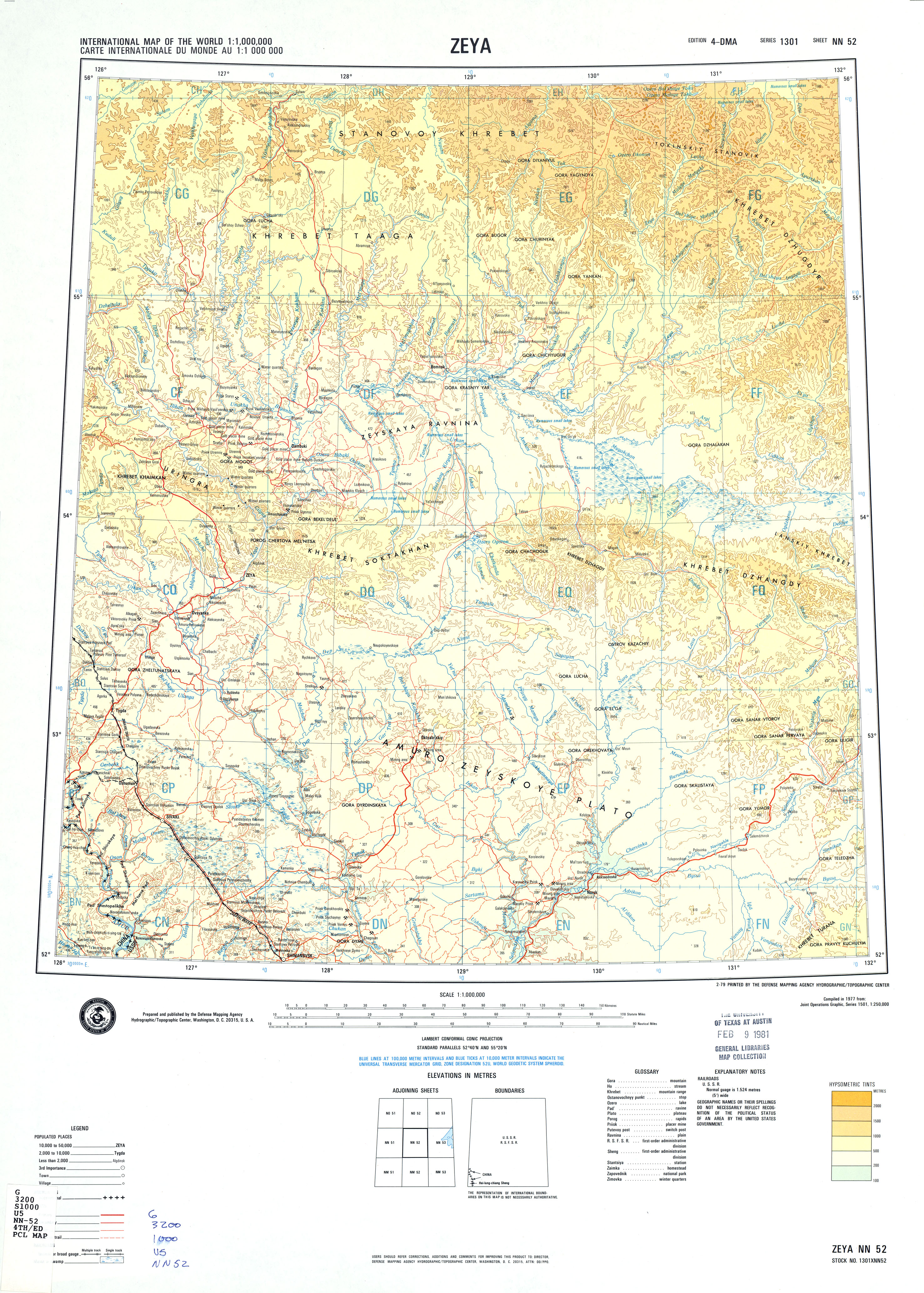
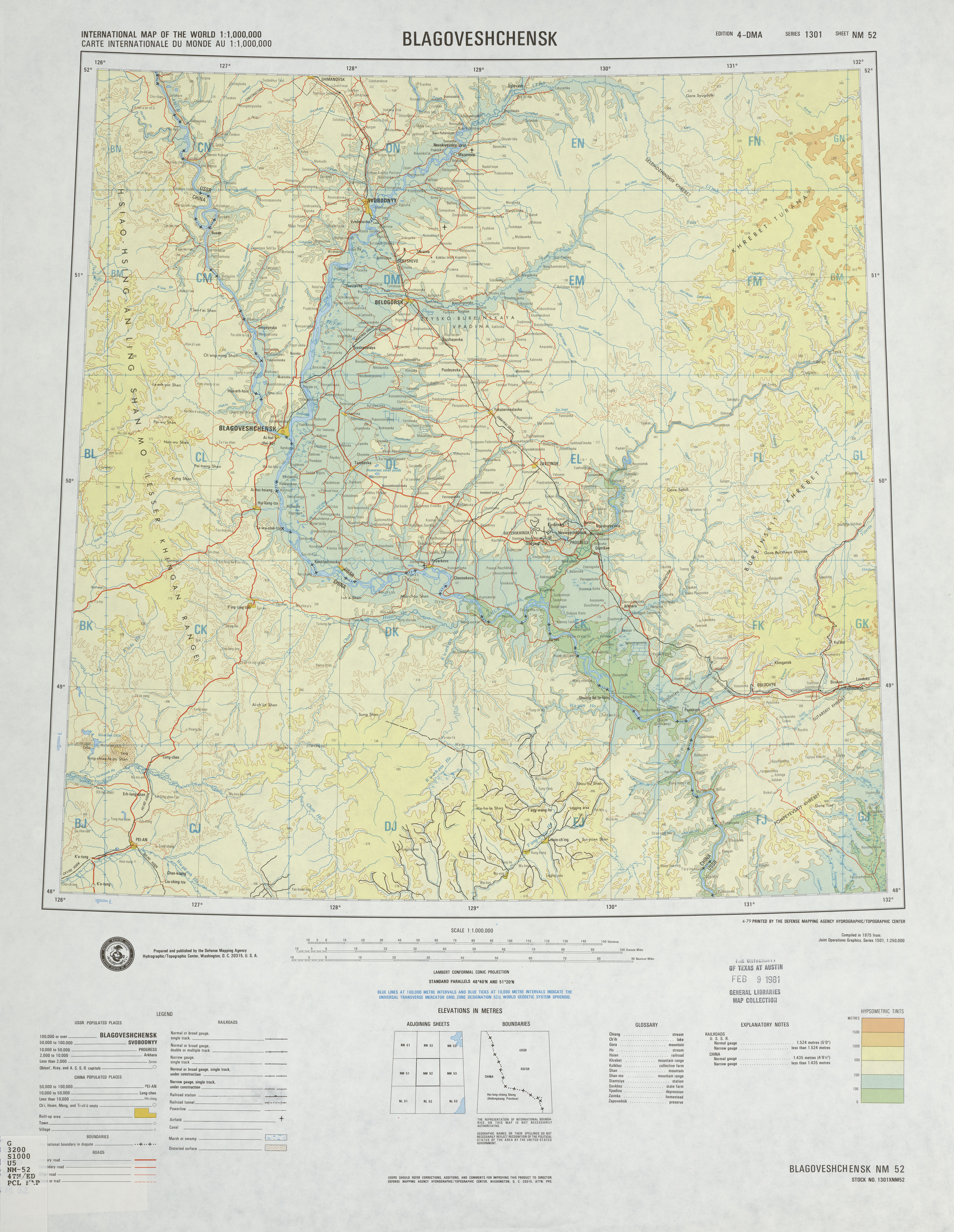
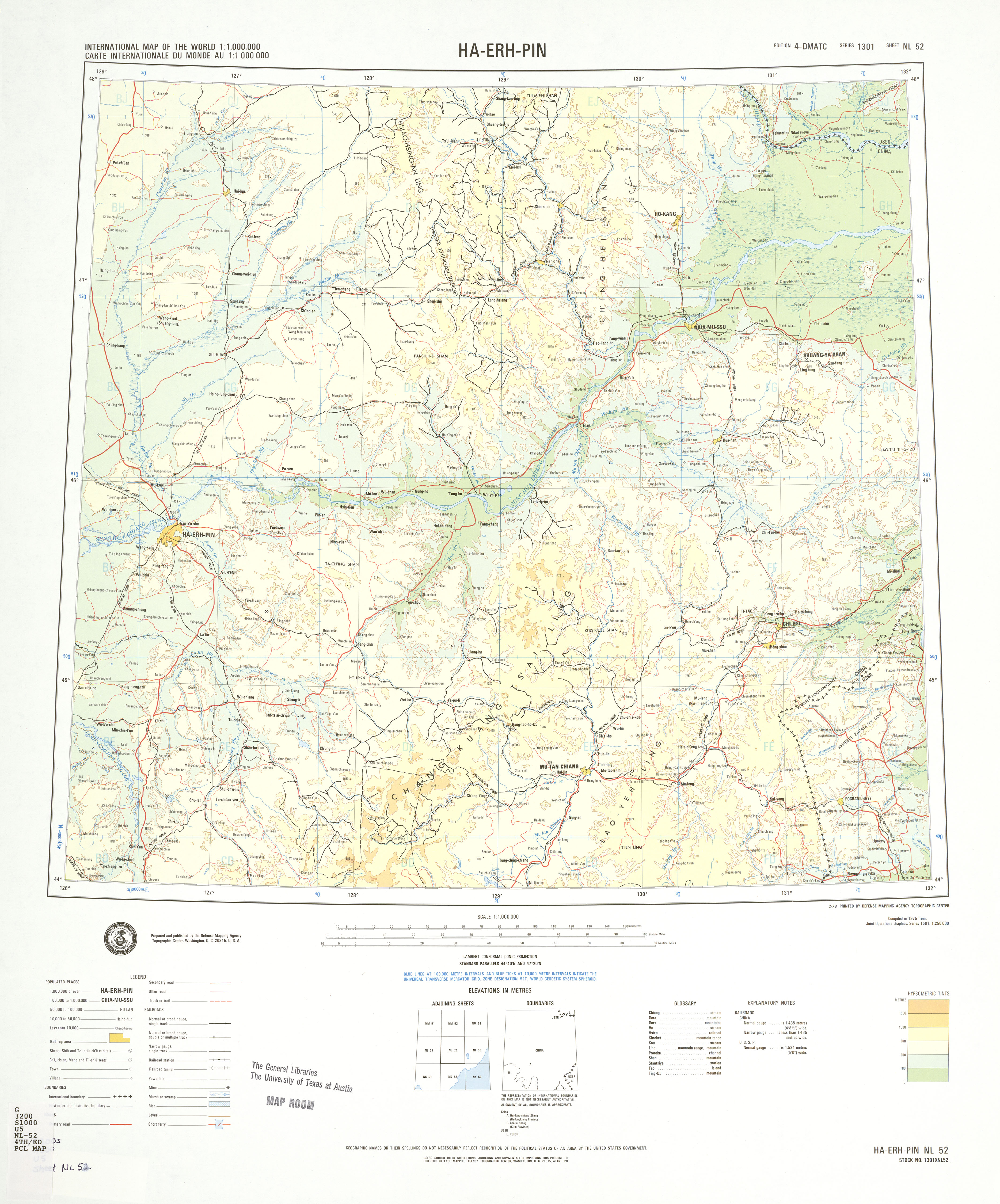
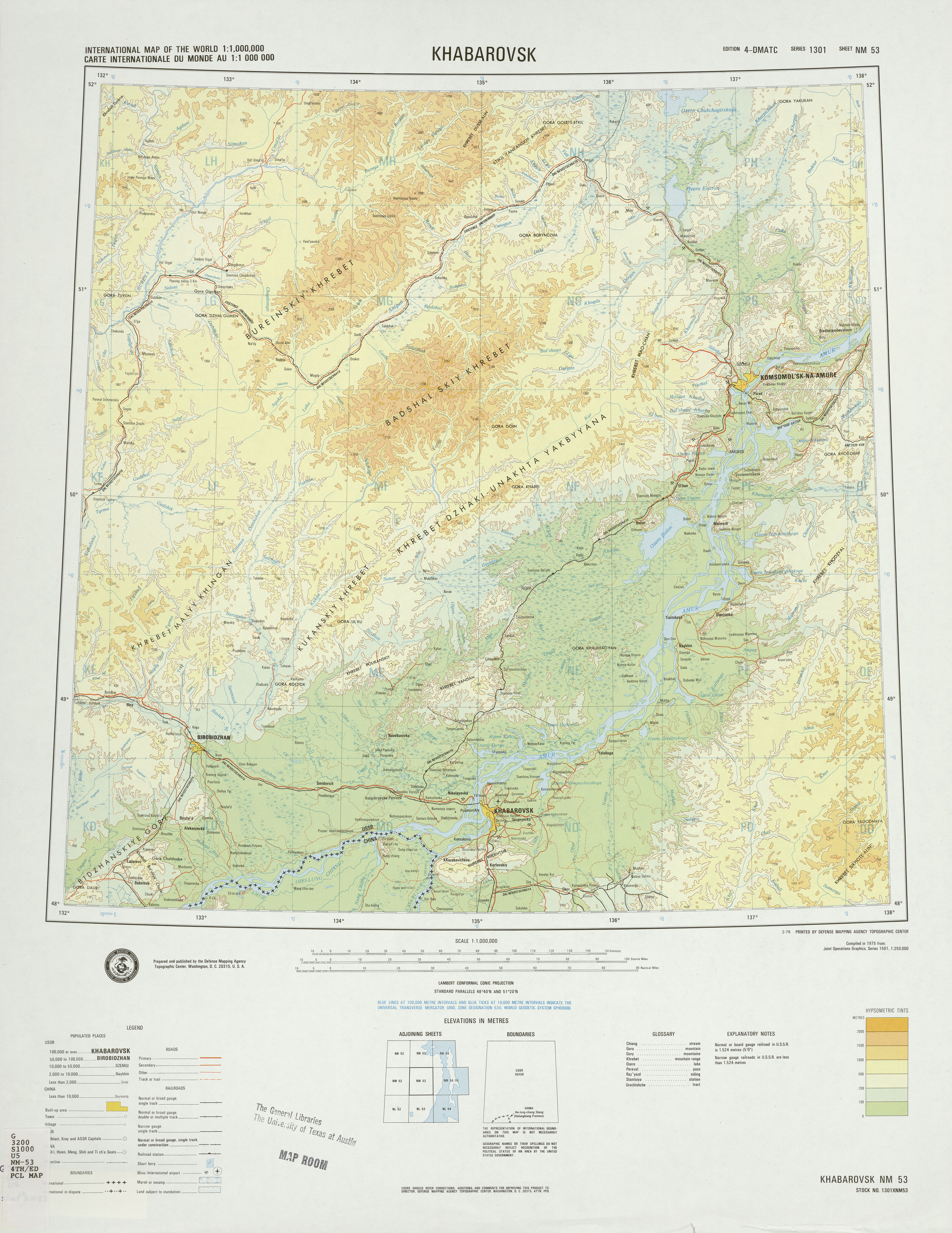
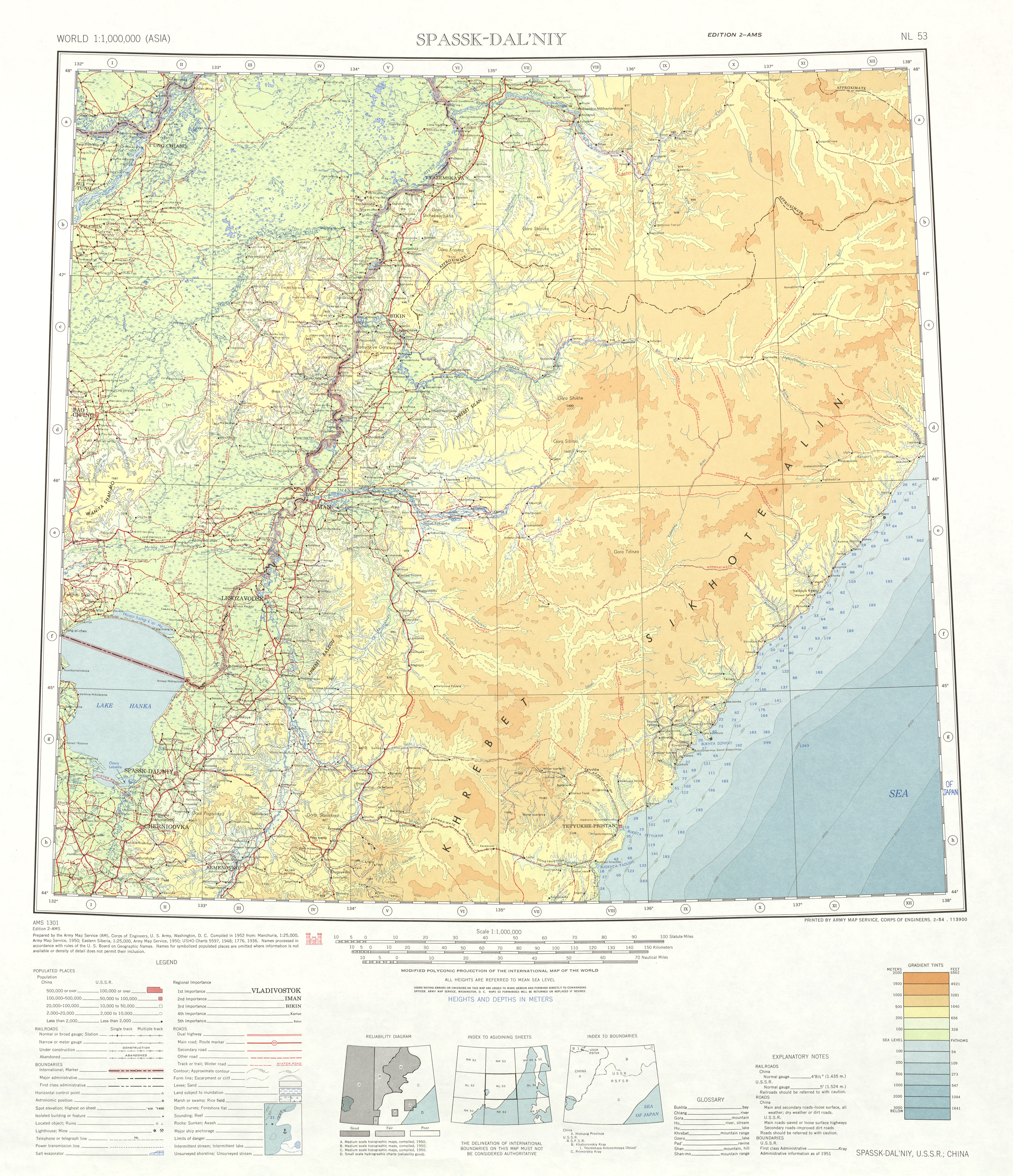
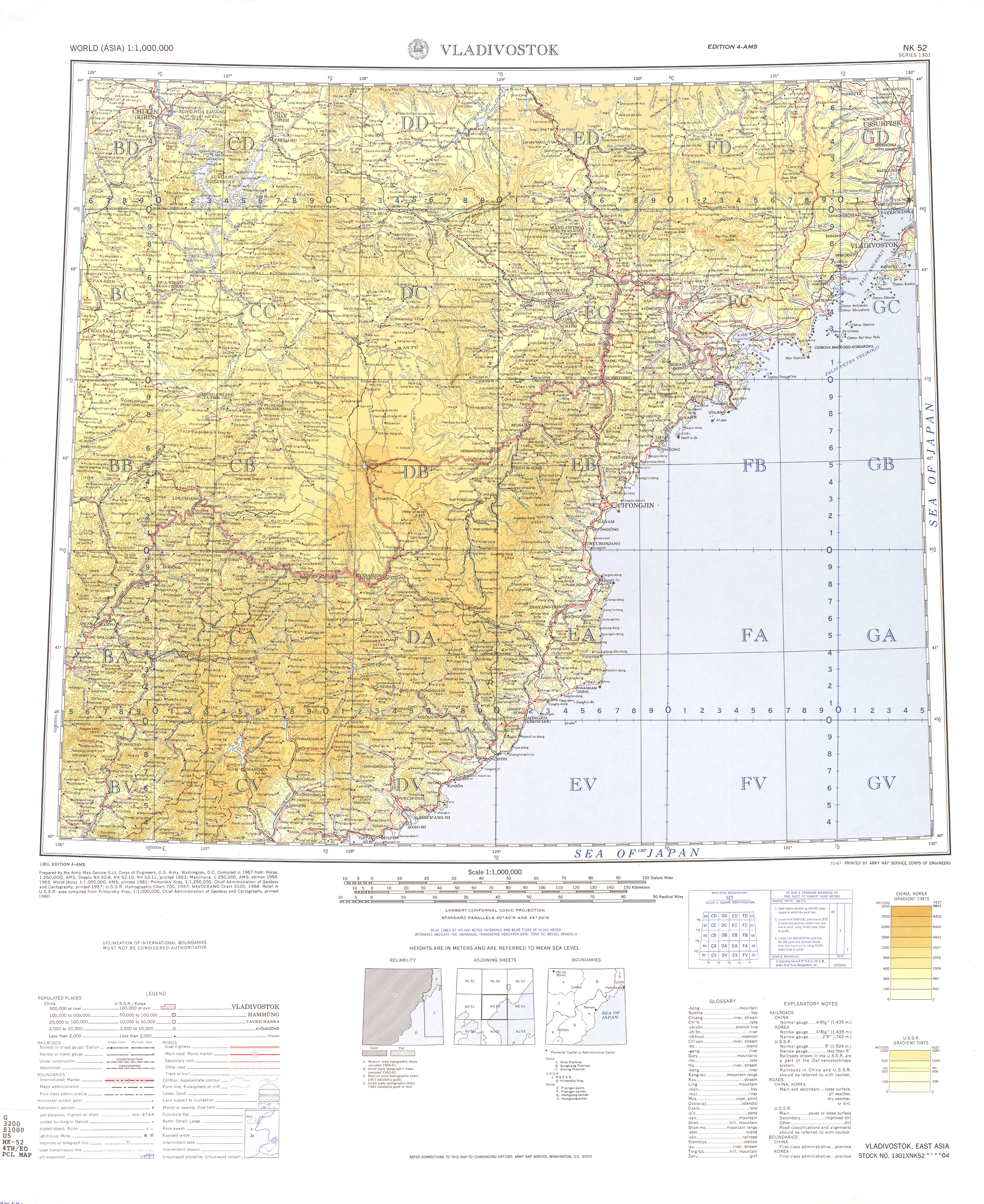